# Némethy Ella
Ilosvai-nyéki Némethy Ella (született Némethy Gabriella) (Sátoraljaújhely, 1891. április 5. – Budapest, 1961. június 14.) magyar énekesnő (mezzoszoprán). Aktív nemzetközi karrierje operákban és koncerteken 1919 és 1948 között zajlott. Várnai Péter zenetörténész szerint „Ő volt a vezető szoprán a két világháború között, különösen Wagner műveiben, mint például Brünnhilde, Isolde és Kundry. Estjeit gazdag vokális hangszín és csodálatos szövegmondás jellemezte.”

## Életútja
Némethy József és Sikorszky Anna leánya. Már kétéves korában fellépett egy élőképben egy műkedvelői előadáson. A Zeneakadémián, majd Milánóban tanult, Ettore Panizza növendékekent. 1919. október 23-án lépett fel először az Operaházban Saint-Saëns: Sámson és Delilájában Delila szerepében, majd magánénekesnőként működött ugyanitt 1948-ig. 1934-től az intézmény örökös tagja lett. 1921. március 20-án énekelte először a Carment, amit ezután még nyolcvanszor előadott. Fellépett Olaszországban, Spanyolországben, Dél-Amerikában is. 1931-ben a Milánói Scala is szerződést kínált számára. Első férje Majos László huszárkapitány, második férje ákosi Makoldy József műszaki tanácsos, akvarellista és grafikus volt, akivel 1934. november 7-én Budapesten, az Erzsébetvárosban kötött házasságot. 1937-ben tőle is elvált. Baba Macnee (nagyzsenyei Majos Klára, 1914–2007) mostohaanyja volt, aki 1988-ban Patrick Macnee (1922–2015) brit színész harmadik felesége lett.
Vendégművészként számos fontos operaházban fellépett az egész világon, beleértve a Berlini Állami Operaházat, a Teatro Colónt Buenos Airesben és más színházakat Olaszországban, Spanyolországban és az Amerikai Egyesült Államokban. Az egyik nagy sikere volt Brünnhilde, Wagner A Nibelung gyűrűjében a La Scalában, Milánóban 1937-ben és 1938-ban. Izoldával debütált a Trisztán és Izoldában a barcelonai Gran Teatre del Liceu-ben, az 1932–33-as évadban, majd ugyanabban a szezonban a Siegfriedben. A következő évben ismét a Trisztánban énekelt ugyanabban a színházban,  valamint Parsifalban és Tannhäuserben. 1935-ben énekelte A walkür operát a Lycée-ban, 1938 májusában pedig Juditot a Kékszakállú olasz premierjén, a Maggio Musicale Fiorentinón.
A színpadról való visszavonulását követően, 1948-ban Némethyt az Állami Operaház örökös tagjává választották.

## Fontosabb szerepei
- Izolda (Wagner: Trisztán és Izolda)
- Amneris (Verdi: Aida)
- Eboli (Verdi: Don Carlos)
- Tosca (Puccini)
- Carmen (Bizet)
- Kundry (Wagner: Parsifal)
- Ortrud (Wagner: Lohengrin)
- Santuzza (Mascagni: Parasztbecsület)
- Salome (R. Strauss)

## Diszkográfia
A 2015-ös évben megjelent A kékszakállú herceg vára (opera) 1936-os felvételén ő Juditot, a basszus szerepet Székely Mihály alakítja. A Lohengrin Ortrud-féle, 1948-as előadását Otto Klemperer vezényletével szintén felvétel őrzi.

## Fordítás
Ez a szócikk részben vagy egészben  az   Ella Némethy című katalán Wikipédia-szócikk ezen változatának fordításán alapul.  Az eredeti cikk szerkesztőit annak laptörténete sorolja fel. Ez a jelzés csupán a megfogalmazás eredetét és a szerzői jogokat jelzi, nem szolgál a cikkben szereplő információk forrásmegjelöléseként.